# Gymnotus carapo
Cá dao sọc (tên khoa học Gymnotus carapo) là một loài cá dao có nguồn gốc Nam Mỹ.

## Mô tả
Chúng có màu xám với một nhóm các điểm đen lớn với hai vạch vàng lớn ở hai bên. Nó có thể đạt đến chiều dài 60 cm (khoảng 24 in). Nó sống trong các hồ và suối tại hầu như toàn Nam Mỹ trừ Chile. Nó cũng có nguồn gốc ở Trinidad. Loài này, như với tất cả các loài Gymnotiformes, có khả năng tạo ra điện tích yếu, và sau đó đo sự xáo trộn trong khu vực điện tích được tạo ra. Hệ thống này được sử dụng xác định hướng đi của cá.
Gymnotus carapo là sinh vật đáy, chẳng hạn thực vật thủy sinh, động vật chân khớp, mảnh vụn, động vật thân mềm, sâu, và cá nhỏ.